# La Fontaine de Jouvence (conte japonais)
Pour les articles homonymes, voir La Fontaine de Jouvence.
La Fontaine de Jouvence est une des anciennes légendes des temps modernes[Quoi ?] au Japon.

## La légende
Il était une fois un très vieux bûcheron nommé Yoshida qui vivait auprès de sa très vieille femme, Fumi. Ils habitaient tous deux, pleinement heureux, dans l'île sacrée de Miyajima, couverte de pins et d'érables. Un des plus beaux paysages du Japon. Nul n'avait le droit de mourir ici. Ils avaient connu de grandes joies lors de la naissance de leurs trois enfants. De grandes peines aussi. Mais la solitude et la vieillesse les avaient gagnés, ils étaient ridés et secs comme ces vieux troncs que l'on rencontre dans la forêt.
Un jour, par un clair soleil d'automne, Yoshida se dirigea vers la forêt et se promena dans ce lieu qu'il avait tant fréquenté autrefois. Il n'avait jamais prêté attention à cette fontaine. Puisant un peu de son eau limpide, il la porta à ses lèvres.
Miracle ! voici que ses cheveux redevinrent noirs, que son visage perdit ses rides, que les forces passées lui revinrent. Yoshida reconnut le solide jeune homme qu'il avait été. Il avait bu, sans le savoir, l'eau de la Fontaine de Jouvence.
Il se hâta vers sa maison où l'attendait Fumi. Lorsqu'elle vit entrer ce beau jeune homme qu'elle avait connu, elle poussa un cri de surprise. Yoshida la rassura et lui expliqua son aventure. C'était décidé. Elle irait aussi boire l'eau de la Fontaine de Jouvence.
Le lendemain, tôt le matin, elle se dirigea vers la source. Yoshida garda la maison. Le temps passa. Yoshida commença à s'inquiéter. Au bout d'un certain temps, il partit à sa recherche. Il arriva à la source. Personne. Il s’apprêta à rentrer lorsqu'un bruit lui fit tourner la tête. Il s'agissait d'une vague plainte. Yoshida s'approcha de l'endroit d'où venait le bruit. Caché par les hautes herbes qui entouraient la source, il aperçut un tout petit enfant à peine âgé de quelques mois. Trop jeune pour pouvoir parler, il tendit ses bras vers Yoshida d'un air désespéré. Dans ses yeux, le bûcheron crut reconnaître le regard de celle qu'il avait tant aimée. Oui, ce petit enfant était Fumi. Fumi qui, dans sa soif d'éternelle jeunesse, avait tant bu l'eau de la source qu'elle était devenue un nourrisson.
Yoshida attacha la fillette sur son dos comme le font les Japonaises de cette époque et rentra chez lui avec la pensée qu'il devrait, à l'avenir, protéger et éduquer celle qui fut jadis sa compagne.